# 湯郷町
湯郷町（ゆのごうちょう）は、岡山県勝田郡にあった町。
現在の美作市青木、位田、稲穂、大井が丘、奥大谷、金原、北坂、下大谷、殿所、長内、中山、入田、則平、湯郷に当たる。

## 沿革
- 1889年6月1日 - 町村制施行に伴い、勝南郡青木村、位田村、稲穂村、奥大谷村、金屎村、北坂村、下大谷村、殿所村、長内村、中山村、入田村、則平村、湯郷村が合併し、湯郷村となる。大字湯郷に役場を置く。
- 1900年4月1日 - 勝南郡が勝北郡と合併し、勝田郡となる。
- 1949年10月1日 - 湯郷村が町制、勝田郡湯郷町となる。
- 1953年4月1日 - 勝田郡豊国村、英田郡林野町、豊田村、楢原村と合併、英田郡美作町となる。

## 地名の読み方
- 青木（あおき）
- 位田（いでん）
- 稲穂（いなほ）
- 大井が丘（おおいがおか）
- 奥大谷（おくおおたに）
- 金屎（かなくそ）
- 金原（かなはら）
- 北坂（きたさか）
- 下大谷（しもおおたに）
- 殿所（とのどころ）
- 長内（ながうち）
- 中山（なかやま）
- 入田（にゅうた）
- 則平（のりひら）
- 湯郷（ゆのごう）

## 現在の様子

### 郵便番号
- 707-0004 美作市入田
- 707-0005 美作市大井が丘
- 707-0051 美作市稲穂
- 707-0052 美作市位田
- 707-0055 美作市金原
- 707-0056 美作市長内
- 707-0057 美作市則平
- 707-0061 美作市中山
- 707-0062 美作市湯郷
- 707-0063 美作市北坂
- 707-0064 美作市殿所
- 707-0065 美作市青木
- 707-0066 美作市下大谷
- 707-0067 美作市奥大谷

- 707-000Xの残りの番号は豊国村を、707-005Xの残りの番号は公文村を参照。

### 教育

#### 幼稚園
- 美作市立湯郷幼稚園

#### 保育園
- 美作市立湯郷保育所

#### 小学校
- 美作市立美作第一小学校

### 交通

#### 鉄道
旧町内を走る鉄道およびその駅なし

#### 道路

##### 高速道路
旧町内を走る高速道路なし

##### 国道
- 国道179号
- 国道374号

##### 県道
- 主要地方道

旧町内を走る主要地方道なし
- 一般県道
  - 岡山県道349号吉ヶ原美作線
  - 岡山県道361号畑沖勝間田線
  - 岡山県道362号位田飯岡線

### 河川・山岳

#### 河川
- 吉野川

### 名所・旧跡・観光スポット・祭事・催事
- 湯郷温泉

### 寺院・神社

#### 寺院
- 真休寺

#### 神社
- 阿津田神社
- 鷺神社
- 湯神社
- 八幡神社

## 出身者
- 阿部知二 - 小説家・英文学者・翻訳家。

## その他
美作町誕生に伴い、大字金屎が金原と改称。また合併後、大字中山、大字入田の各一部から大井が丘が誕生。